# Ludendorffs Volkswarte
Ludendorffs Volkswarte (Eigenschreibweise bis 1932 Ludendorff's Volkswarte, 1933 ohne Apostroph) ist eine im Jahre 1929 in München gegründete Wochenzeitschrift. Sie trug den Untertitel „Sieg der Wahrheit: der Lüge Vernichtung“. Die Auflage betrug beim Verbot im Jahre 1933 bis zu 130.000 Exemplare.

## Geschichte
Als Vorläuferzeitung kann die Deutsche Wochenschau angesehen werden, in der Erich Ludendorff bis 1929 Artikel verfasste. Die neue Zeitung erschien im Mai 1929 erstmals in „Ludendorff’s Volkswarte-Verlag“. Erich Ludendorff, seine Frau Mathilde und andere Autoren kritisierten in der Volkswarte öffentlich die Nationalsozialisten, mit denen sich Ludendorff trotz weitgehend deckungsgleicher weltanschaulicher Ansichten entzweit hatte. Als Illustrationen erschienen dazu Karikaturen von Hans-Günther Strick, in denen Adolf Hitler und andere Mitglieder der Partei verächtlich gemacht wurden. Beispiele für Titelthemen sind: Nationalsozialisten als Würger (zur Reichpräsidentenwahl 1932), Das Irrlicht Hitler oder Vor einem neuen Weltkrieg. Auch warfen Ludendorff und seine Frau Mathilde Adolf Hitler in der Volkswarte vor, zu wenig gegen die angebliche Bedrohung durch das Weltjudentum zu tun. Diese öffentliche Kritik führte nach der Machtergreifung der Nationalsozialisten 1933 nach mehreren Androhungen zum Verbot der Zeitung. Der herausgebende Volkswarte-Verlag München verlegte seinen Schwerpunkt auf die Zeitschrift Am heiligen Quell Deutscher Kraft.

### Nachfolgezeitung
1957 bis 1961 erschien im Verlag Hohe Warte, der dem rechtsextremen Bund für Deutsche Gotterkenntnis gehört, eine Wochenzeitung mit dem Titel Die Volkswarte als Nachfolgezeitung. 1961 wurde diese Zeitung mit einer Auflage von über 100.000 Exemplaren als Publikation einer rechtsextremen Bewegung verboten. Dieses Verbot wurde 1976 aus Verfahrensgründen wieder aufgehoben. Das Bundesarchiv verfügt über Unterlagen zu Franz Karg von Bebenburg (1910–2003) als Verleger, gegen den 1961–1962 Verfahren und Verurteilung wegen Beleidigung der Bundesregierung und Verunglimpfung der Bundesflagge in einem 1959 erschienenen Artikel in der von ihm herausgegebenen Zeitschrift Volkswarte lief.